# Paolo Cannavaro
Paolo Cannavaro, född 26 juni 1981 i Neapel, är en italiensk före detta fotbollsspelare (back) som har spelat 236 ligamatcher för SSC Napoli. 
Cannavaro är lillebror till Fabio Cannavaro som utsågs till världens bästa fotbollsspelare 2006. 
I december 2012 beslutade det italienska fotbollsförbundet att stänga av Paolo Cannavaro i 6 månader för hans inblandning i en spelskandal som Napolis tredjemålvakt erkände.